# L'Air du désert
L'Air du désert (The Desert Air) est une pièce de théâtre écrite par le dramaturge britannique Nicholas Wright en 1984.
La première représentation fut donnée à Londres, par la Royal Shakespeare Company au Barbican Centre (salle The Pit) l'année suivante.

## Résumé
En 1942, au Caire, le colonel Gore, responsable d'une unité des Services Secrets, connue sous le nom de "Dangerous Operations Groundforce". Son objectif est de lancer une opération militaire en Yougoslavie, occupée par les nazis pour le soutien des tchetniks royalistes.

## Note
1. ↑  (en) Pièces de Nicholas Wright - Doolee.com, consulté le 17 mars 2009.